# Marc Devade
Marc Devade est un peintre et écrivain français né à Paris le 5 novembre 1943 et mort le 31 octobre 1983 à Paris.

## Biographie
Marc Devade entame des études philosophie en 1962 et il commence par publier des poèmes dans la revue Tel Quel à partir de 1964. Il deviendra plus tard membre de la rédaction de la revue. En 1966, il décide de se consacrer exclusivement à la peinture, qu'il pratique en dehors du système des écoles d'art et du marché.
Il adhère au parti communiste en 1968 et il lie étroitement son travail de peintre à une réflexion théorique sur la peinture et son marché, si bien que ses écrits sont souvent jugés plus importants que ses œuvres picturales.
Il expose pour la première fois en avril 1970 à la galerie Le Haut Pavé, installée quai de Montebello à Paris. La plaquette de l'exposition comprend un texte de Philippe Sollers et un autre de Marcelin Pleynet. Ses tableaux se rapprochent de ceux de l'abstraction américaine et du mouvement hard edge. En 1970, il participe également à la première exposition du groupe Supports/Surfaces au Musée d'art moderne de la ville de Paris. Avec les membres les plus politisés de ce mouvement, il participe à la création de la revue Peintures, Cahiers théoriques. À la suite de nombreuses divergences artistiques et politiques, le mouvement disparaît rapidement.
Alors que la plupart de ses œuvres de ses premières années sont faites à l'encre, Devade fait un retour vers la peinture à la fin des années 1970, peu de temps avant sa mort.

## Publication
Les textes théoriques de Devade ont été réunis par Camille Saint-Jacques :
- M. Devade, Écrits théoriques, Lettres Modernes, 1990